# Sapore II
Sapore II (in persiano شاپور دوم‎, Shāpūr dovvōm; 309 – 379) fu re dei Sasanidi dalla nascita alla morte. Durante il suo lungo regno, combatté numerose guerre, tutte vittoriose, e garantì un periodo di prosperità al suo impero.

## Biografia

### Origini e adolescenza (309-325)
Quando il re Ormisda II morì, gli aristocratici persiani ne uccisero il figlio maggiore, accecarono il secondo e imprigionarono il terzo, di nome Ormisda, che poi fuggì presso i Romani al tempo di Costantino I (attorno al 324). Il trono fu allora dato al figlio non ancora nato di Ormisda: alcune fonti tramandano che fu incoronato in utero, con la corona che fu posta sul grembo materno. Alla nascita, il nuovo re ebbe come reggenti la madre e gli aristocratici persiani.

### Inizio degli scontri con i Romani (325-363)
Quando Costantino I divenne unico reggente dell'Impero romano al termine di una lunga e sanguinosa guerra civile (306-324), era deciso a condurre una campagna militare oltre l'Eufrate, per occupare il confinante regno d'Armenia a discapito del vicino regno sasanide. Nel corso della prima campagna, sembra che le forze romane furono sconfitte da quelle persiane, costringendo lo stesso imperatore a far ritorno a Costantinopoli (nel 325). Ma l'anno seguente in una seconda campagne militare, Costantino riuscì a battere le accorrenti truppe persiane di Sapore II, mettendole in fuga ed imponendo al sovrano sasanide un trattato di pace favorevole ai Romani (nel 326?).
Sotto il re cristiano Tiridate III di Armenia, la maggior parte del suo regno si era convertita al cristianesimo (dal 301). Ma nel 334 il re armeno fu fatto prigioniero da Sapore e condotto in Persia, costringendo gli Armeni ad invocare l'aiuto dell'Imperatore romano, Costantino I. Quest'ultimo scrisse al "re dei re" Sapore II, il quale al termine di una lunga trattativa, decise di annettere l'Armenia e mise sotto minaccia la vicina provincia romana di Mesopotamia. Costantino fu così costretto a prepararsi per la grande guerra contro la Persia, a partire dalla fine del 336. Si racconta che nel 336, il figlio (o fratello?) del re persiano, Narsete, prima riuscì ad avanzare fino ad Amida che occupò e poi fu ucciso in battaglia dalle truppe romane accorrenti, non molto lontano da questa località (a Narasara).
Nel 337, subito prima della morte di Costantino I, Sapore ruppe la tregua conclusa nel 297 tra Narsete e Diocleziano. Iniziò così un conflitto di ventisei anni, in cui Sapore cercò di conquistare le fortezze frontaliere della Mesopotamia romana: Singara (dove si svolse la battaglia di Singara), Nisibi e Amida. Nonostante alcune sconfitte inflitte da Sapore  all'esercito romano di Costanzo II, figlio e successore di Costantino, il re sassanide non riuscì a garantire una occupazione permanente delle fortezze.
Le operazioni militari contro i Romani si dovettero interrompere quando i Sasanidi furono attaccati a oriente da alcune tribù nomadi: dopo una lunga guerra (353-358), Sapore riuscì a soggiogare le tribù, ottenendo degli alleati per la sua successiva campagna contro i Romani.

L'offensiva anti-imperiale riprese allorquando Sarmati e Quadi iniziarono le ostilità sul Danubio. Nel 359, con la battaglia di Amida, conquistò la fortezza romana dopo un assedio di settantatré giorni; nel 360 fu la volta di Singara e di altre fortezze, tra cui Bezabde, assediata e conquistata malgrado la strenua difesa di tre legioni romane — II Parthica, II Armeniaca e II Flavia Virtutis — e punita con la morte dei suoi abitanti.

La conquista di Amida ebbe conseguenze rilevantissime per il futuro dell'impero perché causò la chiamata in oriente delle truppe schierate con Giuliano sul fronte renano: esse si opposero al trasferimento e acclamarono Giuliano imperatore, ma il conflitto tra i due cugini non ebbe luogo, in quanto nel 361 Costanzo II morì.
Nel 363 Giuliano diede inizio alla sua campagna militare contro i Sasanidi: penetrò nel territorio sasanide alla testa di 36 000 uomini, giunse fino alla capitale sasanide di Ctesifonte e sconfisse l'esercito di Sapore, superiore in numero, nella battaglia di Ctesifonte, ma non riuscì a conquistare la città, e fu ucciso durante la ritirata. Al suo posto fu eletto imperatore Gioviano, col quale Sapore firmò un trattato di pace che garantì ai Sasanidi forti guadagni territoriali. Queste vittorie sono celebrate negli altorilievi vicino alla città di Bishapur: sotto gli zoccoli del cavallo di Sapore è raffigurato il corpo di un romano, probabilmente Giuliano, mentre un altro romano supplice, Gioviano, chiede la pace.

### Ultimi anni (364-379)

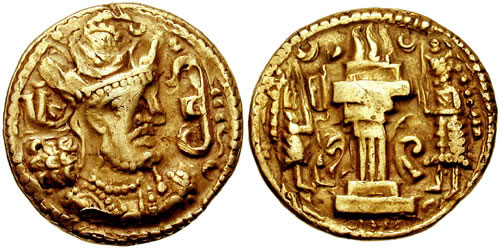
Volto ed emblema di Sapore II raffigurati una moneta.

Successivamente Sapore rivolse la propria attenzione all'Armenia, da lungo tempo contesa ai Romani. Riuscì a catturare il re Arsace II, fedele alleato dei Romani, e lo costrinse al suicidio; tentò anche di introdurre lo Zoroastrismo nel paese. La nobiltà armena si oppose all'invasione e prese contatto con i Romani, che inviarono il re Pap, figlio di Arsace II, in Armenia. Sull'orlo di una nuova guerra, l'imperatore Valente decise di sacrificare Pap, facendolo assassinare a Tarso, dove si era rifugiato (374).
Sapore prese il controllo dell'Afghanistan, sottomettendo i Kushan. Alla sua morte, nel 379, l'impero sasanide aveva raggiunto la massima estensione dalla sua fondazione. Il regno di Sapore è ricordato inoltre per le feroci persecuzioni contro i cristiani, le cui vittime sono oggi ricordate fra i martiri persiani.
Per una migliore comprensione della situazione politica di contrasto tra Sapore II e i governatori romani e le conseguenze distruttive, confronta 
Efrem il Siro:
Carmi nisibeni, Nis 1,11; 3 11,12
Inni contro Giuliano, Jul 2
Inni sulla resurrezione, Res 2,12
Inni sulla natività 25,4